# Cửa khẩu Namon
Cửa khẩu Namon hay Cửa khẩu Nam On là cửa khẩu đường bộ tại vùng đất muang Khamkeuth tỉnh Bolykhamxay, CHDCND Lào .
Cửa khẩu Nam On (Nậm On) thông thương với Cửa khẩu Thanh Thủy ở xã Thanh Thủy huyện Thanh Chương tỉnh Nghệ An, Việt Nam  18°37′28″B 105°11′56″Đ / 18,624567°B 105,198767°Đ.
Ngày 9/7/2013 tại cặp Cửa khẩu Nậm On - Thanh Thủy đã tổ chức Lễ chào mừng hoàn thành công tác tăng dày, tôn tạo mốc biên giới trên thực địa và khánh thành cột mốc đại số 460. Thủ tướng Việt Nam Nguyễn Tấn Dũng và Thủ tướng Lào Thongsing Thammavong đã tham dự lễ .
Tên cửa khẩu đặt theo tên Ban Nam On muang Khamkeuth, ở cách biên giới trên 20 km. Năm 2019 cửa khẩu chưa cho phép người nước ngoài qua lại .

## Dự án cao tốc
Năm 2016 đường qua cặp cửa khẩu Nậm On - Thanh Thủy là một trong các lựa chọn để xây dựng đường cao tốc Việt Nam - Lào, nối Hà Nội với Viêng Chăn dài cỡ 725 km .
Năm 2018 dự án bước vào giai đoạn khảo sát nghiên cứu khả thi .